# 吴勉
吴勉（14世纪—1385年），明朝湖广承宣布政使司上里坪司（今贵州省黎平县）上黄兰洞黄村蓝寨人。又名吴面儿或吴奤儿。
吴勉约生于元代至正年间，少年家贫，因不堪土官和流官的双重压迫，洪武十一年（1378年）夏，率五开（今贵州黎平一带）侗族、苗族、汉族等族人民发动著名的兰洞起义。零溪之役，击溃靖州指挥过兴一军，直捣靖州，在零陵、九里岗地方击败明军，击杀靖州指挥佥事过兴父子。后遭辰州指挥杨仲名围攻，受挫。吴奤儿逃脱了明军的追捕，退据深山，继续在家乡秘密活动，与明军周旋达七年之久。洪武十八年（1385年）五月，明朝增设军屯卫所，逐破产农民入深山，吴勉再次举兵于湘黔桂边境，曾攻克贵州黎平、锦屏县、湖南省通道县等地。七月，号称“刬平王”，一称“铲平王”，拥众二十万。八月，朱元璋派信国公汤和和江夏侯周德兴会合楚王朱桢的护卫，号二十万大军，镇压吴勉。“分屯立棚”，削弱了义军力量。吴勉率部转至佳所、永从、顿洞一带立栅抵抗，后从岭迁寨突出重围，在上黄与官军决战，四千余人阵亡，吴勉与其子吴禄被俘，解往南京杀害。
有关他的事迹，至今贵州黎平侗族地区。侗族民间故事《吴勉》由《小时的吴勉》、《官家设计，父亲丧身》、《三支箭》、《赶山鞭》、《倒栽树》、《杀不死的吴勉》、《猪食盆》、《信洞坎的石门关上了》等八则故事组成，具有浓厚的神话和传奇色彩。相传吴勉接替其父任义军领袖后，继承了父亲的遗志，曾挥动赶山鞭驱赶山石如赶牛羊，领导侗族人民发动了武装抗粮，吹响起义造反的号角。他将三根神箭射向北京，因母疏忽使神箭失灵，未能射死皇帝，神箭射在皇帝的龙座上。明代皇帝惊慌失措，皇帝派重兵围攻侗寨。使吴勉带领起义军转战各地，杀得官兵望风而逃。吴勉以短鞭赶山阻敌，终因染疾被俘，遭杀，死而复活。吴勉死后藏身石洞，府台和随从进洞后，洞门永远禁锢。几百年来，人们一直怀念吴勉，盼望“石门重开日，吴勉就出来”。